# 26. šahovska olimpijada
26. šahovska olimpijada je potekala leta 1984 v Solunu (Grčija).
Sovjetska zveza je osvojila prvo mesto, Anglija drugo in ZDA tretje.
Sodelovalo je 521 šahistov v 88 reprezentancah; odigrali so 2.464 partij.